# 春 (マネ)
『春』（はる、フランス語: Le Printemps）は、エドゥアール・マネが1881年に制作した絵画。モデルとなった女性の名から『ジャンヌ (Jeanne)』と称されることもある。1882年にサロン・ド・パリで初公開され、マネのサロンにおけるキャリアの最高にして最後の成功作と評されることになった。描かれているのは、パリで活動していた女優ジャンヌ・ドマルシーで、花柄のドレスをまとい、日傘を持ってボンネットを被っており、背景には若葉の繁みと青空が描かれ、春を具体的に表象している。この作品は、カラー印刷によって出版物に掲載された最初の美術作品となった。

## 背景
『春』は、シックなパリの女性をモデルに、四季それぞれの寓意画を4枚組で制作するという企画の最初の1枚として描かれた。これは、マネの友人であったアントナン・プルーストの、当時の理想的な女性、ファッション、美意識によって、四季を人格化させる、という着想に端を発したものであった。この連作は完結することなく、1年後にマネが死去したことで、2作目の『秋』が完成したところまでで終わった。

## オークション
2014年11月、J・ポール・ゲティ美術館は、この作品を6500万ドル以上の価格で落札し、それまでにマネの作品に付けられた最高値であった2010年の『パレットを持つ自画像 (Autoportrait à la palette)』の3320万ドルという記録を更新した。